# Зубаревский сельсовет
Зубаревский сельсовет — сельское поселение в Оренбургском районе Оренбургской области Российской Федерации.
Административный центр — село Зубаревка.

## История
24 сентября 2004 года в соответствии с законом Оренбургской области № 1472/246-III-ОЗ образовано сельское поселение Зубаревский сельсовет, установлены границы муниципального образования.

## Население
| 2010 | 2012 | 2013 | 2014 | 2015 | 2016 | 2017 |
| ---- | ---- | ---- | ---- | ---- | ---- | ---- |
| 614  | ↗633 | ↗658 | ↗664 | ↘656 | ↗666 | ↘659 |
| 2018 | 2019 | 2020 | 2021 |      |      |      |
| ↗670 | ↗673 | ↗716 | ↘709 |      |      |      |

## Состав сельского поселения
| № | Населённый пункт | Тип населённого пункта       | Население |
| - | ---------------- | ---------------------------- | --------- |
| 1 | Зубаревка        | село, административный центр | 507       |
| 2 | Цветная Пустошь  | село                         | 107       |